# Rica
Rica (nebo Velká Rica, abchazsky Риҵа gruzínsky რიწა ) je horské ledovcovo-tektonické jezero na západě Kavkazu v Abcházii. Leží v nadmořské výšce 950 m v dolině řeky Lašipse na východ od Gagerského hřbetu. Má rozlohu 1,49 km², délku 2,5 km a maximální šířku 1,05 km. Průměrnou hloubku má 63 m a maximální hloubku 116 m. Nedaleko se rozkládá jezero Malá Rica o rozloze 0,2 km².

## Vlastnosti vody
Průměrná teplota vody u hladiny je 10 °C (od konce června do října), nejvyšší je 17,6 °C v srpnu.

## Vodní režim
Zdroj vody je dešťový a sněhový. Sezónní změny výšky hladiny jsou 2 až 3 m. Z jezera odtéká řeka Jupšara (přítok řeky Bzipi).

## Využití
Díky své malebnosti je jezero častým cílem turistů. Spolu se svým okolím je součástí Ricinské přírodní rezervace. Na břehu jezera je hotel. Silnice vedoucí údolím řek Bzipi, Jupšara a Gega ho spojuje s lázněmi na břehu Černého moře.
V jezeře žijí pstruzi a také se zde aklimatizoval síh.